# Gran Salón Olympia
El Gran Salón Olympia o Teatro Olympia fue un teatro de Bogotá dedicado a la exhibición cinematográfica y a actividades como representaciones de teatro y ópera. Podía albergar 5.000 personas. Los hermanos Vincenzo y Francesco Di Doménico fueron los encargados de construirlo y desarrollarlo. El nombre se adoptó en honor al  Olympia de París, cuando los hermanos iniciaban su incursión en el cine como negocio.

## Historia
Desde su llegada a Colombia los hermanos Di Doménico realizaban exhibiciones cinematográficas en parques, pequeños locales y algunas calles. Como pantalla empleaban una tela templada. 
Vicenzo tuvo un día la posibilidad de hablar con un grupo de inversionistas a quienes les planteo su idea de construir un gran salón para las proyecciones. Entre los inversionistas se encontraban Ulpiano Valenzuela, Federico de Castro, Sebastián Carrasquilla, Francisco Rueda, Francisco Pardo (quien fue asimismo) el primer gerente del Gran Salón) y Nemesio Camacho.
Se inauguró el 8 de diciembre de 1912 con la proyección de la película El último Frontignac del realizador italiano Mario Caserini.
En el Gran Salón Olympia la pantalla se situaba en el centro del salón y la silletería se distribuía en la parte frontal y trasera, donde se generaba la imagen invertida, doblando así la capacidad de la sala. También poseía algunos palcos para personas influyentes y familias adineradas. 
El Salón Olympia y las dependencias y solares que lo complementaban, donde después se construyeron escenarios para las película filmadas por la SICLA, ocupaban casi una manzana con frente sobre el costado sur de la calle 25, al sur de la actual avenida El Dorado. Su fachada comenzaba media cuadra al occidente de la carrera séptima, y se desarrollaba a lo largo de unos ochenta metros, con diez arcos que servían de entrada y adornos en su parte superior. La zona era el extremo norte de la ciudad de entonces. El parque Centenario, con las fuentes del pescado y de La Rebeca, quedaban también al occidente de la carrera séptima al frente del Salón.
La segunda película que presentó el Salón fue La dama de las camelias una de películas más recordadas de la época por su selecto repertorio francés. De hecho, la mayoría de las películas que presentaba el Salón Olympia eran italianas y francesas. También se pasaron obras como Intolerancia de David Wark Griffith y presentó noticieros sobre acontecimientos de importancia nacional. En 1927 el Salón Olympia fue vendido a Cine Colombia. La estructura física se mantuvo hasta 1945. 
En la actualidad hay en el lugar unas oficinas del banco Colpatria, cuya torre se encuentra en la cuadra adyacente hacia el oriente.